# Nuvlanai csata (Kr. e. 216)
Az első nuvlanai csata Hannibal karthágói hadvezér és a Római Köztársaság Marcus Claudius Marcellus közti ütközet volt Kr. e. 216-ban, a második pun háború során. Hannibal a campaniai Nola várost kísérelte meg elfoglalni, Marcellus serege megállította, de egyik fél sem aratott győzelmet. A következő két évben Hannibal és Marcellus még két csatát vívtak Nuvlana (ma Nola) mellett és ezek is eldöntetlenek maradtak, de a város nem került a punok kezébe.